# Stacked
Stacked is een Amerikaanse sitcom, oorspronkelijk uitgezonden door FOX. In de Verenigde Staten kwam de eerste aflevering op 13 april 2005 op de televisie. De laatste aflevering ("Romancing the Stones") werd in de Verenigde Staten op 11 januari 2006 uitgezonden.
De serie draait om Skyler Dayton, moe van het ononderbroken gaan naar feesten en slechte keuzes in vrienden, die in een boekhandel gaat werken.
Vanaf woensdag 11 juni tot aan maandag 7 juli 2008 was Stacked iedere werkdag om 18:55 uur op RTL 7 te zien.

## Cast
| Acteur                | Personage       |
| --------------------- | --------------- |
| Pamela Anderson       | Skyler Dayton   |
| Brian Scolaro         | Stuart Miller   |
| Christopher Lloyd     | Harold March    |
| Elon Gold             | Gavin P. Miller |
| Marissa Jaret Winokur | Katrina         |

Carmen Electra en Jenny McCarthy hebben gastrollen gespeeld.